# Comune di Morsø
Il comune di Morsø è un comune della Danimarca situato nella regione dello Jutland Settentrionale.
Il territorio comunale comprende l'isola omonima e la più piccola isola di Agerø nel Limfjorden. Il comune è stato costituito nel 1970 e non ha subito modifiche con la riforma amministrativa del 2007.

## Centri abitati
I centri abitati principali del comune sono:
- Nykøbing Mors (8 941)
- Øster Jølby (715)
- Vils (446)